# Corée du Nord aux Jeux paralympiques d'été de 2012
La Corée du Nord participe pour la première fois aux Jeux paralympiques lors des Jeux d'été de 2012 (du 29 août au 9 septembre) à Londres.
La Corée du Nord est devenue membre du Comité international paralympique à titre prévisionnel en mars 2012, permettant au pays de prendre part aux Jeux,.

## Contexte historique
Alors que la Corée du Sud participe aux Jeux paralympiques depuis 1968, le Nord a longtemps ignoré les Jeux. Au début du vingt-et-unième siècle, des rapports indiquaient que les personnes handicapées en Corée du Nord (à l'exception des vétérans des forces armées) étaient confinées à des camps et « sujets à des traitements durs et dégradants ». Vitit Muntarbhorn, rapporteur des Nations unies sur les droits de l'homme en Corée du Nord, indiqua en 2006 que les Nord-Coréens handicapés étaient exclus de la capitale, Pyongyang, 'vitrine' du pays pour les étrangers, et rassemblés dans des camps où ils étaient classés selon leur handicap. Des personnes ayant fui le pays ont affirmé l'existence de « camps collectifs pour les nains », où il était interdit d'avoir des enfants. En 2008, les Nations unies rapportèrent que le gouvernement « commence à prendre en compte le bien-être des handicapés ».

## Athlètes engagés

### Natation
La délégation nord-coréenne est composée d'un seul athlète, Rim Ju-song, qui prend part aux épreuves de natation masculines en nage libre (catégorie de handicap S6) et en brasse (SB5). Rim, âgé de 17 ans, « a perdu son bras gauche et sa jambe gauche, et a été blessé de manière conséquente à la jambe et au pied droits lors d'un accident sur un chantier de construction lorsqu'il avait cinq ans ». L'ambassade britannique à Pyongyang fournit son assistance, notamment financière, pour que Rim puisse s'entraîner et participer aux Jeux. Il est invité à y prendre part sans avoir à atteindre nécessairement les minima, en vertu du principe olympique d'universalité qui permet à tout pays d'être représenté aux Jeux.
| Athlète     | Épreuve         | Série        | Série | Demi-finale   | Demi-finale   | Finale        | Finale        |
| Athlète     | Épreuve         | Temps        | Rang  | Temps         | Rang          | Temps         | Rang          |
| ----------- | --------------- | ------------ | ----- | ------------- | ------------- | ------------- | ------------- |
| Rim Ju-Song | 50 m nage libre | 47 s 87 (PB) | 17    | Non qualifiée | Non qualifiée | Non qualifiée | Non qualifiée |